# 皮德蒙特 (亚拉巴马州)
皮德蒙特是美国亚拉巴马州下属的一座城市。面积约为9.81平方英里（约合25.41平方公里）。根据2010年美国人口普查，该市有人口4,878人，人口密度为497.1/平方英里（约合191.97/平方公里）。